# الاتحاد الديمقراطي (المغرب)
الاتحاد الديمقراطي هو حزب سياسي مُنحل في المغرب.

## التاريخ
تأسّس الحزب على يدِ بوعزة إكن في تشرين الثاني/نوفمبر من عام 2001. لم يحظى بشعبية كبيرة حيث شارك في الانتخابات التي عُقدت في 27 أيلول/سبتمبر 2002 ولم يفز سوى بعشرة مقاعد من أصل 325 مقعدًا.